# Vezava
Po bibliotekarskem terminološkem slovarju je vezava zaščita pisne podlage in pisanja z vezanjem. Oseba, ki se ukvarja z vezavo, je knjigovez. Vezanje knjig je proces, pri katerem posamezne svežnje papirja zvežemo v celoto. Knjigovezi najprej papirje smiselno uredijo po vrstnem redu, potem pa jih povežejo z lepilom. Da je vezava na hrbtnem delu zaščitena, knjigi dodajo naslovne platnice. Proces zaključijo z dodajanjem končne naslovnice in informacij o knjigi. Končni produkt je knjiga.

## Zgodovina
Knjige zahodnega sveta od 5. stoletja dalje so bile vezane med trdimi platnicami, s stranmi iz pergamenta, ki so bile zložene in sešite z vrvico. Vrvice so bile pritrjene na lesene platnice, prekrite z usnjem, da so gradivo dodatno zaščitili. Ker so bile zgodnje knjige pisane ročno na ročno izdelane materiale, so se velikosti in stili razlikovali. Od 9. do 15. stoletja so vezali vedno pogosteje rokopise na papirju. Da so pred vezavo vedeli, kako morajo biti foliji zloženi po vrsti, so  na sredino spodnje margine (roba strani) napisali posebne znake, ki so jim pomagali pri pravilnem sortiranju. 
Srednjeveške vezave ločimo glede na uporabljeni material za platnice na trde in mehke vezave. Knjige z mehko vezavo so za manj pomembna besedila ali besedila z omejenim rokom trajanja. Knjiga z mehko vezavo je preprostejša. Konservatorji imajo zelo radi mehko vezavo (zaradi tega jo imenujemo tudi konservatorska vezava). Knjige te vezave zgolj spete skupaj; platnica je bila celotna zgolj na hrbtu, na sprednji strani pa samo do polovice strani. Poznamo tudi preklopno vezavo, pri kateri je ena platnica daljša kot druga in se zaviha preko same knjige. Trda vezava daje s platnico trdo podlago folijem. Uporabljali so lesene deske, debelejše usnje ali lepenko. Trdo vezane so bile knjige s pomembnejšo vsebino. 
Vezave se glede na funkcijo rokopisa ločijo na uporabne oz. funkcionalne in razkošne oz. dragocene vezave. Funkcionalna vezava zaščiti knjižni blok pred obrabo ali uničenjem. Uporabne vezave so lahko mehke ali trde. Razkošna vezava pa je okrašena z dragimi kamni, kovinami, slonokoščenimi reliefi. Nič od tega dejansko ni del vezave, gre zgolj za dekorativni moment. 
Ko je knjigovez dobil pravilno razporejene lege (snopiče, svežnje), jih je moral poravnati, nato jih je obrezal, da so bile vse enake oblike. Poleg treh obrez margin je naredil še t. i. kapitalsko obrezo, kar je rez pod kotom 45° na zgornji in spodnji strani pri hrbtni strani lege (oz. veznika). To obrezo je knjigovez naredil zato, da je lažje umestil t. i. kapital oz. kapitalsko vezico. Funkcija kapitala je dodatno povezati knjižni blok in platnico. Navadno je izdelan iz tkanine. Na ta način se nekoliko omejijo sile, ki nastopijo med odpiranjem knjižnega bloka. Pogosto je kapital poškodovan in zamenjan. Pred vezavo je knjigovez pripravil spojne folije, ki so služile dodatni povezani knjižnega bloka s platnicama. To je folij, prilepljen na platnico. Kasneje, ko so začeli varčevati s pergamentom, so uporabljali pergamentne spojne trakove. Knjigovez je uporabljal vrsto pripomočkov. Najbolj pomemben je napenjalnik oz. napenjalni okvir. S tem si je pomagal pri šivanju leg. Na napenjalu so bile napete vrvice (oz. vezìce) iz konoplje ali belega galunskega usnja, knjigovez pa je na to napenjalo polagal lego za lego v pravilnem vrstnem redu in jih nato prišil na vrvice, ki so bile napete na okvir. Tehnik šivanja je zelo veliko. Sukanec je bil lanen ali konopljin. Luknje je pripravil s šilom, lahko pa so izdelali tudi zarezice z nožem ali zareze v obliki črke V. Ko so končali s šivanjem, so lahko hrbtni del še dodatno zaščitili z usnjem ali papirjem, elemente za ojačitev so pozicionirali med vezice. Ko je bil knjižni blok zašit, ga je bilo potrebno še enkrat obrezati, da so se robovi še zadnjič poravnali. 
Zgodnje knjige (vse do 15. stoletja) so imele ravne hrbte, šele pozneje so začeli knjige vezati z ukrivljenimi hrbtišči. Najstarejša ohranjena evropska vezana knjiga St Cuthebert Gospel je iz leta 700. Napisana je na rdeči pergament (na kozjo kožo), hranijo pa jo v Britanski knjižnici.

## Današnje vezave
vezava se je s časom cenila. Usnjena vezava še danes sodi med razkošne in drage vezave, okrasja in zlatotiska pa skoraj več ne srečamo. Večine zgodovinskih vezav v knjigoveških delavnicah ne poznajo več. Dandanes zmore skoraj vsaka fotokopirnica liste povezati v spiralno ali termično vezavo. Običajna knjiga v knjigarni je zgolj lepljena in v mehki vezavi. Knjige za enkratno uporabo (npr. žepne romane) vežejo z žico ali lepilom, knjige za trajno uporabo (leposlovje, slovarje, priročnike, enciklopedije, reprezentativne monografije, faksimilne izdaje) pa so trdo vezane.

### Vrste vezav
Bibliotekarski terminološki slovar zajema 31 poimenovanj vezav. Med njimi se nahajajo tudi sopomenke (npr. samostanska vezava, meniška vezava), poimenovanja pa so vezana na uporabljene materiale (npr. kartonirana vezava, platnena vezava, usnjena vezava ), geografsko poreklo (npr. angleška vezava, italijanska vezava, japonska vezava), lastnika oz. namen (npr. knjižnična vezava, samostanska vezava, bibliofilska vezava ) in izgled (npr. razkošna vezava, obrabljena vezava).
- angléška vezáva trdi ovoj izdelan ločeno od knjižnega bloka in mu je dodan kasneje
- bibliofílska vezáva posebna, navadno razkošnejša, ljubiteljem knjig namenjena vezava, ki se razlikuje od običajne
- bibliotéčna vezáva knjižnična vezava
- brošírana vezáva mehka vezava
- celovíta vezáva hrbet in platnice so prevlečeni z istim materialom, npr. celo platno, celo usnje; prim. polovična vezava
- dragocéna vezáva razkošna vezava in luksuzna vezava
- italijánska vezáva trda vezava z ravnim hrbtom in navadno lakiranim ovojem
- izvírna vezáva vezava, ki jo dobi knjiga, zvezek že ob samem izidu; sin. primarna vezava; prim. poznejša vezava, prevezava
- japónska vezáva blok iz traku, svitka zgibanih listov ni obrezan in so listi potiskani le po zunanji strani; sin. orientalska knjiga
- kartonírana vezáva platnice in hrbet iz kartona
- knjížna vezáva s platnicami in hrbtom obdan in povezan knjižni blok; prim. ovoj
- knjížnična vezáva posebna, za knjižnico značilna strokovna izvedba vezave in/ali opreme njenega fonda; sin. bibliotečna vezava; prim. knjižnična izdaja, meniška vezava, ojačena vezava
- krasôtna vezáva zastar. gl. razkošna vezava
- lúksuzna vezáva gl. razkošna vezava
- méhka vezáva vezava, pri kateri so platnice iz papirja, mehkejšega kartona; sin. broširana vezava ; prim. trda vezava
- meníška vezáva vezava in oprema knjižničnega fonda, značilna za posamezni samostan; sin. samostanska vezava; prim. knjižnična vezava
- nèšívana vezáva  manj odporna vezava, pri kateri knjižni blok in hrbet nista šivana; prim. lepljena knjiga, šivana knjiga
- obrábljena vezáva vezava, ki je poškodovana zaradi pogoste in/ali neprimerne uporabe gradiva
- ojáčena vezáva posebej za izposojo v javnih knjižnicah prirejena knjižna vezava; prim. knjižnična vezava
- platnéna vezáva knjižna vezava, pri kateri je celoten ovoj oblečen v platno; sin. celo platno, platno; prim. polplatno
- polovíčna vezáva so hrbet in včasih tudi vogali platnic prevlečeni z drugim materialom kot platnice, npr. polplatno, polusnje; prim. celovita vezava
- pôlplatnéna vezáva je samo hrbet knjige je oblečen v platno, platnice pa so iz kartona; sin. polplatno (1); prim. platno, celo platno, platnena vezava
- pôlusnjéna vezáva knjižna vezava, pri kateri je hrbet iz usnja, platnice pa iz cenejšega materiala; sin. polusnje; prim. celo usnje, usnjena vezava
- poznêjša vezáva vezava, ki jo dobi knjiga, zvezek šele po izidu, npr. knjižnična vezava; prim. izvirna vezava, prevezava
- primárna vezáva vezava, ki jo dobi knjiga, zvezek že ob samem izidu; sin. izvirna vezava; prim. poznejša vezava, prevezava
- razkóšna vezáva vezava, pri kateri so uporabljeni dragocenejši materiali in umetniško oblikovani okraski, kot npr. slonovina, specialne vrste usnja in blaga, zlate, srebrne in emajlirane ploščice, dragulji, kovinske sponke in okovje; sin. luksuzna vezava, dragocena vezava, krasotna vezava
- samostánska vezáva vezava in oprema knjižničnega fonda, značilna za posamezni samostan, npr. stiška vezava; sin. meniška vezava; prim. knjižnična vezava
- spirálna vezáva cenejša in manj obstojna vezava, navadno delovnih gradiv, z luknjanjem listov in spenjanjem s spiralo
- tŕda vezáva vezava, pri kateri so platnice iz lepenke, ki je preoblečena s prevlečnim papirjem, platnom, usnjem, npr. vezava v polplatno, platno, polusnje, usnje, umetno usnje; prim. mehka vezava
- usnjéna vezáva knjižna vezava, pri kateri je celoten ovoj oblečen v usnje; sin. celo usnje; prim. polusnjena vezava
- založníška vezáva enaka vezava celotne naklade ali njenega dela, ki jo določi založnik

### Najpogosteje vezave na Slovenskem
- Trda vezava oziroma italijanska vezava je vzdržljiva in robustna vezava, pri kateri je platnica iz trde lepenke, ki ščiti knjižni blok. Knjižni blok je šivan z nitjo in z veznim listom vlepljen v trdo platnico. Trda vezava je dražja, zato je tudi prodajna cena knjige višja.
- Mehka vezava oziroma broširana vezava ima platnice iz papirja oziroma mehkejšega kartona; broširane knjige dosegajo višje naklade.
- Knjižnična vezava je dveh vrst: »originalna« in »po trgu«. Prva je bila ustvarjena z idejo, da bo vezava primerna za knjižnično okolje, druga pa naj bi imela komercialni pomen. Namen knjižnične vezave je dolgotrajna zaščita knjig. Kljub temu je treba vezavo knjižničnih izvodov popravljati, ne glede na to, ali ima knjiga mehke ali trde platnice.
- Spiralna vezava je cenejša in manj obstojna vezava, navadno delovnih gradiv, z luknjanjem listov in spenjanjem s spiralo. Poznamo več vrst spiralnih vezav: plastična spirala je primerna za vezavo od 6 mm do 52 mm (od 2 do 500 listov), kovinska spirala pa za vezavo od 6 mm do 25 mm (od 2 do 200 listov); vijačna COIL plastična spirala je primerna za vezavo od 6 mm do 30 mm (od 2 do 300 listov),
- Vezava diplomskih nalog. Fakultete zahtevajo različno vrsto vezave diplomske naloge: spiralno, mehko ali trdo vezavo.